# Сингенез (екологія)
Сингенез (грец. syn — разом і грец. genesis — виникнення, походження) — один з компонентів складної зміни розвитку фітоценозу (див. Динаміка фітоценозу), коли зміни складу і структури спільноти викликані процесами заселення, розмноження, оживання (див. Ецезис, Формування фітоценозу) і формування взаємин між рослинами. 

## Загальна характеристика
Сингенез не супроводжується суттєвими змінами характеру середовища (пор. Ендоекогенез).

## Ресурси Інтернету
- Динаміка біогеоценозів: Флуктуації та сукцесії [Архівовано 3 квітня 2015 у Wayback Machine.]
- Розвиток біогеоценозів